# Revbensspjäll

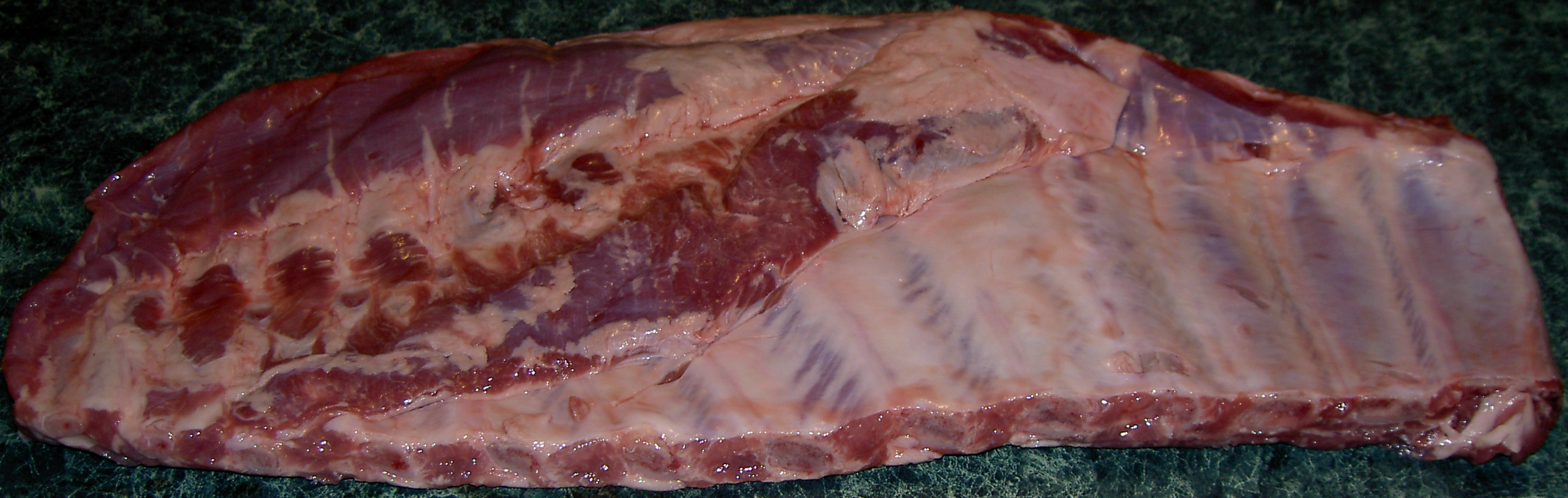
Tunna revben, råa.

Revbensspjäll är en styckningsdetalj från vanligtvis gris. Den består av kött och ben från bröstkorgen. De främre revbenen blir tjocka revben (med mer vidhängande kött) och de bakre tunna revben, även kallade "spare ribs". Tjocka revben är oftast knäckta så att de ska vara lättare att dela. Motsvarande detalj på lamm kallas lammrack och innefattar även kotlettraden. Revbensspjäll tillagas ofta genom ugnsbakning eller grillning.